# Guido Gozzano
Guido Gustavo Gozzano (AFI: /ɡoʣˈʣano/ 🔉 ascolta; Torino, 19 dicembre 1883 – Torino, 9 agosto 1916) è stato un poeta e scrittore italiano.
Il suo nome è spesso associato alla corrente letteraria post-decadente del crepuscolarismo. Nato da una famiglia benestante di Agliè, inizialmente si dedicò alla poesia nell'emulazione di Gabriele D'Annunzio e del suo mito del dandy. Successivamente, la scoperta delle liriche di Giovanni Pascoli lo avvicinò alla cerchia di poeti intimisti che, poi, sarebbero stati denominati "crepuscolari", accomunati dall'attenzione per "le buone cose di pessimo gusto", con qualche accenno estetizzante, il "ciarpame reietto, così caro alla mia Musa", come le definì ironicamente lui stesso.
Morì a soli 32 anni, a causa del cosiddetto mal sottile, termine caduto in disuso che stava a indicare la tubercolosi polmonare che lo affliggeva. Alla tubercolosi, che lo afflisse fin dal 1907, è collegato un viaggio in India nel 1912, intrapreso con la speranza di trovare nel clima di quel Paese un sollievo alla sua malattia. Durante il suo soggiorno in India scrisse una serie di articoli, raccolti nel volume postumo Verso la cuna del mondo (1917). Più importanti le sue raccolte in versi: La via del rifugio (1907) e I colloqui (1911). Il mondo da lui descritto è quello provinciale, piccolo-borghese, visto con amore, ma allo stesso tempo con un certo distacco ironico.

## Biografia
(Guido Gozzano, Cocotte)

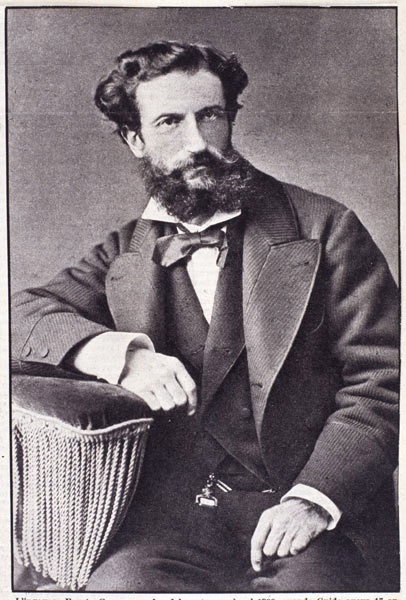
Fausto Gozzano, padre di Guido

Diodata, madre di Guido

Il nonno di Guido, il dottor Carlo Gozzano, medico nella guerra di Crimea, molto amico di Massimo d'Azeglio e appassionato della letteratura romantica del suo tempo, era un borghese benestante, proprietario di terre e di varie ville ad Agliè. Suo figlio Fausto (1839-1900), ingegnere, costruttore della ferrovia canavesana che congiunge Torino con le Valli del Canavese, dopo la morte della prima moglie, dalla quale aveva avuto già cinque figlie - Ida, Faustina, Alda, Bice e Teresa - sposò nel 1877 la diciannovenne alladiese Diodata Mautino (1858-1947).
Questa era una giovane donna con temperamento d'artista, amante del teatro e attrice dilettante, figlia del deputato Massimo Mautino, altro ricco possidente terriero, proprietario in Agliè di una vecchia e nobile casa e, nei pressi, della villa «Il Meleto», che vantava un piccolo parco racchiudente un laghetto nel cui mezzo sorgeva un isolotto: un tocco di esotismo era poi dato dal capanno, costruito di bambù intrecciati. Da questo secondo matrimonio nacquero Erina (1878-1948), Arturo e Carlo, morti prematuramente, Guido e infine Renato (1893-1970).
Guido fu il quartogenito della famiglia: nato il 19 dicembre 1883 a Torino, nella casa che i genitori possedevano in via Bertolotti 2, venne battezzato nella vicina chiesa di Santa Barbara il 19 febbraio con i nomi di Guido, Davide, Gustavo e Riccardo. Legatissimo al territorio d'origine, Gozzano abitò in quattro diverse case nella città natale: poco dopo la sua nascita, in un palazzo fiancheggiante quello di un altro grande torinese, da lui diversissimo, Piero Gobetti, che Guido certamente non conobbe. Frequentò la scuola elementare dei Barnabiti e poi la «Cesare Balbo», con l'aiuto, svogliato com'era, di un'insegnante privata.
Gli studi liceali furono ancora più travagliati: iscritto nel 1895 al Ginnasio-Liceo classico «Cavour», fu bocciato dopo due anni e venne allora mandato a studiare in un collegio di Chivasso; ritornò a studiare a Torino nel 1898, dove nel marzo del 1900 suo padre morì di polmonite: nella ricorrenza della sua morte, la Pasqua del 1901, a 17 anni Guido scrisse, dedicata alla madre, la sua prima poesia nota, Primavere romantiche, pubblicata postuma nel 1924 con un cenno di Piero Giacosa presso le Arti grafiche canavesane Appia. Le molte lettere all'amico e compagno di scuola Ettore Colla fanno comprendere i motivi delle difficoltà scolastiche di Gozzano, molto più interessato alle «monellerie» che allo studio.
Cambiate ancora due scuole, nell'ottobre del 1903 conseguì finalmente la maturità al Collegio Nazionale di Savigliano; è lo stesso anno in cui, sulla rivista torinese «Il venerdì della Contessa», pubblicò i primi versi, inevitabilmente dannunziani fin dal titolo: La vergine declinante, L'esortazione, Vas voluptatis, La parabola dell'Autunno, Suprema quies e Laus Matris, oltre al racconto La passeggiata.

### La "Società di cultura"
Per quanto si fosse iscritto alla Facoltà di legge, a parte la sala da ballo del circolo studentesco «Gaudeamus igitur», Gozzano preferì frequentare i corsi di letteratura, tenuti allora da Arturo Graf - il quale, oltre che nelle regolari lezioni riservate agli studenti, era impegnato anche in pubbliche conferenze tanto nelle aule universitarie, le cosiddette «sabatine», che nelle sedi della rivista «La Donna» - e la Società della cultura, un circolo sito dapprima nella Galleria Nazionale di via Roma e poi, dal 1905, traslocato nell'attuale via Cesare Battisti, a fianco di Palazzo Carignano.
Fondata nel 1898 da un gruppo di intellettuali, tra i quali si ricordano Luigi Einaudi, Guglielmo Ferrero, Gaetano Mosca, Giovanni Vailati e l'astronomo Francesco Porro de' Somenzi, la Società voleva essere una biblioteca circolante che fornisse le pubblicazioni letterarie più recenti, una sala di lettura di giornali e riviste e un luogo di conferenze e di conversazione, secondo una visione positivistica della circolazione della cultura, fatta d'intenti pedagogici e di scambi di esperienze professionali.

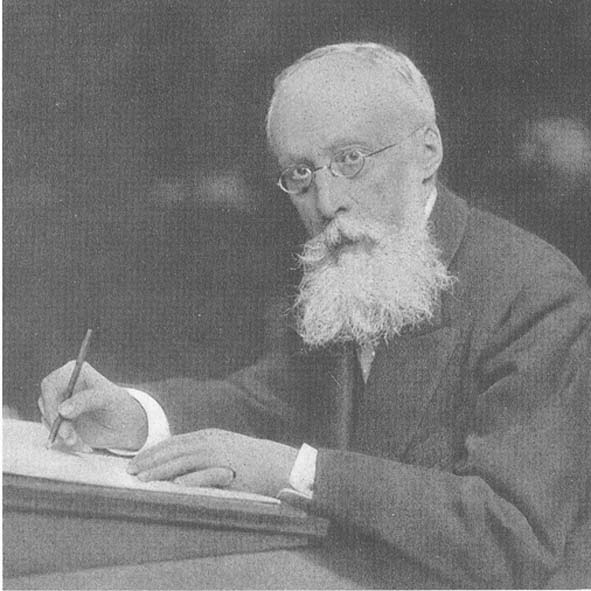
Arturo Graf

Tra i frequentatori più anziani o già affermati nel panorama culturale di quegli anni, si notano il critico letterario e direttore della Galleria d'Arte Moderna Enrico Thovez, gli scrittori Massimo Bontempelli, Giovanni Cena, Francesco Pastonchi, Ernesto Ragazzoni, Carola Prosperi, il filologo Gustavo Balsamo Crivelli e i professori Zino Zini e Achille Loria; anche Pirandello vi farà qualche comparsa. Nell'immediato dopoguerra vi parteciperanno, con altro spirito e diverso intento, Piero Gobetti, Lionello Venturi e Felice Casorati.
Gozzano vi diviene, secondo la definizione dell'amico giornalista Mario Bassi, il capo di una «matta brigata» di giovani - formata, tra gli altri, dai letterati Carlo Calcaterra, Salvator Gotta, Attilio Momigliano, Carlo Vallini, Mario Dogliotti divenuto poi Padre Silvestro, benedettino a Subiaco, che lo assisterà spiritualmente sul letto di morte, dal giornalista Mario Vugliano - che disturba la pace studiosa dei soci con il chiasso delle conversazioni a voce alta e l'impertinenza degl'improvvisati scherzi goliardici:: un'immagine di Gozzano che, per altro, sembra contrastare con quella, comunemente rilasciata, di giovane riservato, dai tratti aristocratici, molto gentile, sorridente ma che «non rideva mai, rideva quasi con sforzo».
Se la considerazione di Gozzano per quel circolo non è in sé lusinghiera - «La Cultura! quando me ne parli, sento l'odore di certe fogne squartate per i restauri» - è tuttavia per lui occasione di conoscenze che torneranno utili tanto al suo orientamento culturale quanto alla promozione dei suoi versi. Così, dal professore di filosofia Zino Zini sollecita indicazioni e chiarimenti sulle figure di un Nietzsche e di uno Schopenhauer, così consone al suo Decadentismo ribelle, nei quali ricercare «un vero che non fosse quello religioso».
Tuttavia matura lentamente in lui, insieme con una più seria, per quanto disincantata, posizione di sé nelle relazioni mondane, una più attenta considerazione dei valori poetici della scrittura, favorito dalla conoscenza dei moderni poeti francesi e belgi, Francis Jammes, Maurice Maeterlinck, Jules Laforgue, Georges Rodenbach e Sully Prudhomme su tutti, oltre che dal Graf delle Rime della selva e dall'influsso del Pascoli.
Giampiero Comolli scrive della contraddizione espressa da Gozzano in Pioggia d'agosto per cui la verità è manifesta soltanto attraverso l'illusione, senza la quale la malattia mortale non sarebbe stata vissuta che come tragedia. «Pure lui si era affacciato su quel fondo terribile, oscuro dell'esistenza, verso il quale in quegli stessi anni cominciavano a guardare autori come Rilke o Kafka. Gozzano vide chiaramente l'abisso, ma mai, neppure per un momento, ne fece una tragedia: (...)».

### «La via del rifugio»

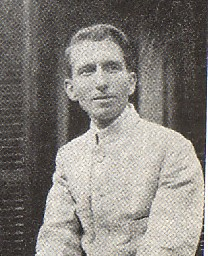
Guido Gozzano

Nel 1906, nella Società di Cultura, conosce Amalia Guglielminetti, con la quale inizia l'anno dopo una tormentata relazione: è un anno avaro di componimenti, dedito com'è al progetto di raccogliere in volume i suoi lavori, un impegno di selezione che comporta correzioni, rielaborazioni ed espunzioni di versi ormai divenutigli estranei.
Il risultato è il volume La via del rifugio, raccolta di 30 poesie, tra le quali spiccano La via del rifugio, che dà il titolo alla raccolta, Le due strade e L'amica di nonna Speranza, comparsa nell'aprile 1907 con molti refusi che resero necessaria una ristampa nell'agosto successivo.
Il libro è accolto favorevolmente dalla critica, con l'eccezione di Italo Mario Angeloni, che nel quotidiano cattolico Il Momento scrive, il 7 aprile:
Ecco il giovine nella sua casa paterna, dissoluzione vivente tra dissoluzione di cose inanimate; egli osserva, vede, sente nel piccolo giardino...
Scrive ancora l'Angeloni che Gozzano «è buono in fondo all'anima [...] ma è allo stremo d'ogni volontà. Scrive cose di una delicatezza indicibile: così che molti letterati gli invidierebbero dei poemetti come L'amica di Nonna Speranza; rampollano accanto alle empie parole del suo tragico spirito, buone voci di Galilea:
È dolorosa all'anima dei buoni questa torpida volontà di bene, che non ha muscoli per levarsi a volere: in fondo questo poeta è un fuorviato, non un cattivo; è un inerte morale [...]. Certo però è una personalità che va distinta dai consueti scrittorelli di rime. Condannando come empie alcune sue poesie, non posso negargli la simpatia per altre che fanno credere a un substrato quasi francescano della sua anima.»
Una nota della direzione del quotidiano del successivo 20 aprile giudica "severi ma non aspri" i giudizi dell'Angeloni, ma rincara la dose considerando La via del rifugio un libro «macchiato da tali immonde sozzure e turpitudini da doversi ritenere inutile qualsiasi ulteriore giudizio critico». Il 29 agosto Rina Maria Pierazzi, sulla rivista Il Caffaro, rimproverando il «critico poco sagace» di averlo giudicato «un empio», considera invece la poesia di Gozzano «una pura vena di acqua sorgiva» e il Gozzano «uno dei fiori destinati a generare il frutto: ma sia "qual è" sempre nello spirito, come è nella forma che non imita e non ricorda nessun altro, cosa di altissimo valore in questi tempi in cui "la scuola" è di moda [...] ]».
All'Angeloni, Gozzano scrisse dalla Liguria il 10 giugno per suggerire alla sua attenzione il libro recente della Guglielminetti, Le Vergini folli, ironizzando sulle polemiche seguite all'articolo: « [...] questa spiaggia. È così deliziosamente cristiana con i suoi conventi di Clarisse e di Benedettini [...] I Benedettini mi conoscono, sanno che non credo in Dio, ma mi vogliono bene egualmente e non mi danno del porco: sono persone assai più educate e assai meno ciniche dei Direttori del Momento. (E Lei, povero Angeloni, com'è rimasto di quella tale rettifica? Mi dica un poco!) »

Gozzano con gli amici Garrone e De Paoli nel 1912

Positiva è anche la recensione di Francesco Chiesa apparsa il 15 maggio 1907 sulle colonne della rivista ticinese Pagine libere, che pure non risparmia alcune critiche: 
Per Giuseppe De Paoli, critico de La Rassegna Latina,
Il De Paoli non sembra cogliere l'ironia che sta alla base di quel mondo di sentimenti, che lo rende, nella sostanza se non nella forma, così lontano dal Jammes: lo rileva Giulio De Frenzi, pseudonimo di Luigi Federzoni, il futuro ministro del regime fascista, nel lungo articolo Conversazioni letterarie. Ironia sentimentale, apparso il 10 giugno su Il Resto del Carlino, per il quale 
È buono e semplice nella sua stessa maliziosa ironia. Vedetelo là, disteso su l'erba davanti alla villa, a sognare, mentre le sue tre nipotine, in giro tondo, cantano una loro bella filastrocca infantile:
Il Gozzano sente con vera originalità e sa significare con impareggiabile grazia la poesia degli oggetti fuori di moda, il sorriso un po' pietoso e un po' nostalgico che c'ispirano le antiche eleganze divenute goffaggini, le impronte d'un'epoca tramontata in cui pensiamo che saremmo stati forse felici. In un vecchio album di famiglia, il poeta ha trovato un dagherrotipo sbiadito, effigie di una giovinetta coetanea di sua nonna, con la firma, Carlotta, e la data del 1850:
[...] Taluno ha paragonato il Gozzano, anzi che al Civinini, a Francis Jammes, il poeta di Orthez,
soavissimo cantore dell'intimità delle vecchie case provinciali, sottile sensitivo che si confessa
a mezza voce. Ma Francis Jammes è un mistico, un'anima serena e pia, uno spirito innocente che,
all'ombra della sua piccola chiesa di campagna - l'église habillée de feuilles... - dice le lodi
del Creatore e delle creature. Guido Gozzano, invece,
Nell'articolo Primavera di poesia, apparso il 10 giugno sul Corriere della Sera di Milano, Francesco Pastonchi torna a rilevare l'influsso dei moderni poeti francesi e del Jammes in particolare. È entusiasta della poesia che dà il titolo a tutta l'opera: 
Infine, la recensione del critico autorevole - e perciò «temuto» da Gozzano - Giuseppe Gargano su Il Marzocco del 30 giugno non è negativa ma non concede illusioni: osserva che
Ricordando L'amica di Nonna Speranza, il Gargano trova

#### La malattia

Gozzano con alcuni amici al circolo della Marinetta a San Francesco d'Albaro

A turbare la soddisfazione del successo, è la diagnosi di una lesione polmonare all'apice destro (aprile 1907), che lo spinge al primo di una lunga serie di viaggi nella vana speranza di ottenere, in climi più caldi e marini, una soluzione del male. In aprile va in Liguria, per pochi giorni a Ruta, poi in una località frequentata fino al 1912, San Francesco d'Albaro, alloggiando nell'Albergo San Giuliano o La Marinetta, dove frequenta il gruppo di giovani poeti che lì si danno convegno e collaborano alla rivista La Rassegna Latina, nella quale Gozzano pubblica due recensioni dedicate a Mario Vugliano e ad Amalia Guglielminetti, con la quale, insieme a una relazione durata solo un paio d'anni, inizia una corrispondenza che si manterrà per tutta la vita.
Qui scrive il componimento Alle soglie che, siglato 30 maggio 1907 e successivamente modificato, farà parte della futura raccolta I colloqui. Scrive inoltre Nell'Abazia di S. Giuliano e Le golose, pubblicato il 28 luglio col titolo Le Signore che mangiano le paste nella Gazzetta del Popolo della Domenica.
Alla fine di giugno torna ad Agliè, poi passa l'agosto a Ceresole Reale e l'autunno ancora ad Agliè. A dicembre si ferma a Torino per stare con la Guglielminetti e poi, dal 23 dicembre, è nuovamente a San Francesco d'Albaro per trascorrervi l'inverno.

### «I colloqui»
Abbandonati gli studi giuridici nel 1908 si dedica completamente alla poesia e nel 1911 pubblica il suo più importante libro, I colloqui, i cui componimenti sono divisi, secondo un progetto ben preciso, in tre sezioni: Il giovenile errore, Alle soglie, Il reduce. Il successo avuto con I colloqui valse a Gozzano una grande richiesta di collaborazione giornalistica con importanti riviste e quotidiani, come La Stampa, La Lettura, La Donna, sulle cui pagine pubblicò per tutto il 1911 sia prose sia poesie.

### L'aggravarsi della malattia e il viaggio in India

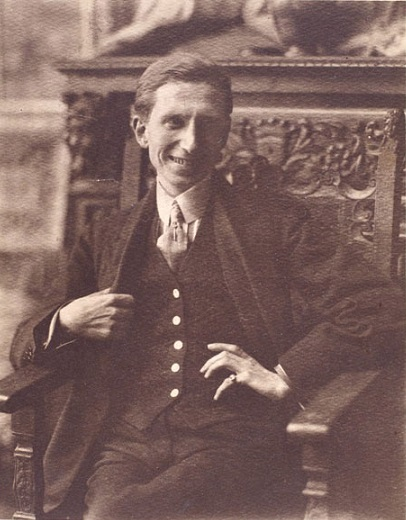
Gozzano nel 1912

Nel 1912, aggravatosi il suo stato di salute, il poeta decise di compiere un lungo viaggio in India per cercare climi più adatti. La crociera, durata dal 6 febbraio 1912 fino al maggio seguente, compiuta in compagnia del suo amico Garrone, non gli diede il beneficio sperato ma lo aiutò, comunque, a scrivere, con l'aiuto della fantasia e di molte letture, gli scritti in prosa dedicati al viaggio. Tuttavia, i versi scritti durante il viaggio furono distrutti per ordine di Guido, perché da lui ritenuti osceni (si salvarono soltanto Ketty e Natale sul picco d'Adamo). Le lettere dall'India uscirono su La Stampa di Torino, e furono in seguito raccolte in volume e pubblicate postume nel 1917, presso i Fratelli Treves, con il titolo Verso la cuna del mondo. Lettere dall'India (1912-1913), con prefazione di Giuseppe Antonio Borgese.
Nel marzo 1914 pubblicò su "La Stampa" alcuni frammenti del poemetto le Farfalle, detto anche Epistole entomologiche, rimasto incompiuto. Nello stesso anno raccolse nel volume I tre talismani, sei deliziose fiabe che aveva scritto per il Corriere dei Piccoli. Si dimostrò sempre interessato al teatro e alla cinematografia lavorando alla riduzione di alcune novelle da lui scritte. Nel 1916, anno della sua morte, lavorò alla sceneggiatura di un film, che non vide mai la luce, su Francesco d'Assisi. Aveva già lavorato, testimonianza del suo interesse per l'arte cinematografica, nel 1911 al soggetto e alle didascalie del documentario scientifico del regista Roberto Omegna, La vita delle farfalle.
Inizialmente venne sepolto nel cimitero del comune di Agliè; il 6 settembre 1951 la salma venne traslata e tumulata nell'adiacente chiesa di San Gaudenzio.

## Poetica
(Guido Gozzano, Totò Merumeni)
Gozzano non assume pose da letterato e scrive le sue rime, segnate dalla tristezza e dal sentimento della morte, con ironico distacco. Alla base dei suoi versi vi è un romantico desiderio di felicità e di amore che si scontra presto con la quotidiana presenza della malattia, della delusione amorosa, della malinconia che lo porta a desiderare vite appartate e ombrose e tranquilli interni casalinghi ("le cose piccole e serene"). La sua produzione è molto apprezzata da Montale che sottolinea il suo "far cozzare l'aulico col prosastico facendo scintille". I caratteri aulici sono però sempre presentati e come trasfigurati attraverso il filtro sottile dell'ironia, una "distanza" che egli mantiene anche rispetto alla gioia delle piccole cose o della quotidianità a differenza degli altri Crepuscolari.

### I temi della sua poesia

#### La Torino d'altri tempi
Tra i temi essenziali al mondo poetico di Gozzano vi è l'immagine della città natale, di quella sua amata Torino alla quale egli costantemente ritornava. Torino raccoglieva tutti i suoi ricordi più mesti ed era l'ambiente fisico e umano al quale egli sentiva di partecipare in modo intimo con sentimento e ironia. Accanto alla Torino contemporanea era assai più cara al poeta la Torino dei tempi antichi, quella Torino antica e un po' polverosa che suscitava nel poeta quegli accenti lirici carichi di nostalgia: era una Torino che aveva sperato di diventare la capitale dell'Italia Unita.

#### L'ambiente canavesano e la natura
Accanto alla Torino gozzaniana viene proposto dal poeta il vicino ambiente canavesano, dove si ritrovano fondamentali immagini di contemplazione paesaggistica e dal quale scaturiranno l'estremo mito lirico incarnato dal mondo della natura, che poteva dargli, come egli dice "la sola verità buona a sapersi" e le ultime "persone" della sua poesia, "l'archenio del cardo, la selce, l'orbettino, il macaone" e infine tutte le farfalle del suo poema incompiuto che gli faranno ritrovare la sua "grande tenerezza per le cose che vivono", non ultimo il fanciullo che era "tenero e antico".

#### La malattia e la morte
L'aggravarsi della tisi che condurrà il poeta alla morte a soli trentadue anni, nel 1916, lascia molte impronte in tutti i suoi versi e diventa occasione lirica come in Alle soglie, dove viene registrata anche la prova della schermografia.
(da Alle soglie)

#### Le terre remote
Quando tra il febbraio e l'aprile del 1912 Gozzano si recò in India tenne la cronaca del suo viaggio che espresse a volte in forma appassionata ed esterna, a volte in forma intima e sofferta. Nacquero le "Lettere dall'India", che, composte tra il 1912 e il 1913, apparvero su "La Stampa" torinese del 1914 e vennero in seguito pubblicate in volume presso i Fratelli Treves, con prefazione di Borgese nel 1917. Con queste immagini di terre lontane nasceva la più alta prosa di Gozzano, pur rimanendo il suo mondo poetico, anche di fronte alle immagini suggestive di orizzonti sconosciuti e non abituali, sempre collocato all'interno dei propri determinati e sicuri confini. Gozzano, descrivendo la sua esperienza di viaggio, affronta anche il tema dell'"altro viaggio", quello della morte.

## Opere

### Letteratura

#### Raccolte poetiche e racconti
- La via del rifugio, Torino-Genova, Streglio, 1907. [poesie]
- I colloqui, Milano, Treves, 1911. [poesie]
- I tre talismani, Ostiglia, La scolastica, 1914. [fiaba]
- Verso la cuna del mondo. Lettere dall'India (1912-1913), Milano, Treves, 1917.
- La principessa si sposa, Milano, Treves, 1917. [fiabe]
- L'altare del passato, Milano, Treves, 1918. [racconti]
- L'ultima traccia, Milano, Treves, 1919. [novelle]
- Primavere romantiche, Rivarolo, Arti grafiche canavesane, 1924. [poesie]
- Farfalle - Epistole Entomologiche, Rimini, Raffaelli Editore, 2014. [poesie]
- La via del rifugio - I colloqui, Rimini, Raffaelli Editore, 2016. [poesie]

#### Epistolari
- Lettere d'amore, con Amalia Guglielminetti, prefazione e note di Spartaco Asciamprener, Milano, Garzanti, 1951.
- Lettere a Carlo Vallini con altri inediti, a cura di Giorgio De Rienzo, Torino, Centro Studi Piemontesi, 1971.
- Lettere dell'adolescenza a Ettore Colla, a cura di Mariarosa Masoero, Alessandria, Edizioni dell'Orso, 1993. ISBN 88-7694-113-4.

#### Edizioni varie
- La moneta seminata, e altri scritti con un saggio di varianti e una scelta di documenti, introduzione e note di Franco Antonicelli, Milano, All'insegna del pesce d'oro, 1968.
- Poesie, revisione testuale, introduzione e commento di Edoardo Sanguineti, Torino, Einaudi, 1973. ISBN 8806231863.
- Tutte le poesie, testo critico e note a cura di Andrea Rocca, introduzione di Marziano Guglielminetti, Milano, A. Mondadori, 1980.
- I sandali della diva. Tutte le novelle, introduzione di Marziano Guglielminetti, edizione e commento di Giuliana Nuvoli, Milano, Serra e Riva, 1983.
- Un Natale a Ceylon e altri racconti indiani, a cura di Piero Cudini, Milano, Garzanti, 1984.
- Fiabe e novelline, a cura di Gioia Sebastiani, Palermo, Sellerio, 1993.
- San Francesco d'Assisi, edizione critica a cura di Mariarosa Masoero, Torino, Edizioni dell'Orso, 1997. ISBN 88-7694-272-6.
- La pecorina di gesso. Testi natalizi, a cura di Roberto Carnero, illustrazioni di Walter Crane, Novara, Interlinea edizioni, 2009, ISBN 978-88-8212-701-5.
- Tutti i racconti, a cura di Flaminio Di Biagi, Roma, Avagliano, 2017. ISBN 978-88-8309-337-1

### Cinema

#### Sceneggiatore
- La vita delle farfalle, documentario, 1911
- San Francesco d'Assisi, film biografico, mai girato, 1916

## Filmografia
- Guido Gozzano, regia di Gianni Casalino (1983)